# جان گراهام (جلو)
جان گراهام (انگلیسی: John Graham؛ زادهٔ ۱۸۷۳) بازیکن فوتبال اهل بریتانیا است.
از باشگاه‌هایی که در آن بازی کرده‌است می‌توان به باشگاه فوتبال منچستر یونایتد اشاره کرد.